# Mannsdorf an der Donau
Mannsdorf an der Donau je obec v Rakousku ve spolkové zemi Dolní Rakousy v okrese Gänserndorf.

## Geografie

### Poloha
Obec se nachází ve spolkové zemi Dolní Rakousy v regionu Weinviertel. Území obce se skládá pouze z jedné části a jeho rozloha činí 10,32 km², z nichž 12,1 % je zalesněných. Jižní část obce zasahuje do území Národního parku Donau-Auen.
Obcí prochází ve směru od východu k západu zemská silnice B3 (Donau Straße B3).

### Sousední obce
- na severu: Andlersdorf
- na východě: Orth an der Donau
- na jihu: Fischamend
- na západě: Groß-Enzersdorf

## Politika
Nynějším starostou obce je Christoph Windisch z Rakouské lidové strany (ÖVP). Obecní zastupitelstvo čítá 13 členů; od komunálních voleb v roce 2015 má 9 mandátů ÖVP a 4 mandáty UBLM.